# Koza (Wakayama)
Koza (古座町, Koza-cho) was een gemeente in het District Higashimuro van de prefectuur Wakayama. 
In 2003 had de gemeente 5587 inwoners en een bevolkingsdichtheid van 121.43 inw./km². De oppervlakte van de gemeente bedraagt 46.01  km².
Op 1 april 2005 hield de gemeente op te bestaan als zelfstandige entiteit toen het fusioneerde met Kushimoto. 
Steden:
Arida · Gobo · Hashimoto · Iwade · Kainan · Kinokawa · Shingu · Tanabe · Wakayama (hoofdstad)

Districten:
Arida · Hidaka · Higashimuro · Ito · Kaiso · Nishimuro
Gemeenten per district